# جعفر حمندي
جعفر حمندي هو حقوقي وسياسي عراقي شغل مناصب مختلفة خلال العهد الملكي في العراق.
درس العلوم الدينية والفقهية في الكاظمية، وشغل وظائف عدة في المحاكم الشرعية والمدنية. وفي سنة 1921 التحق بكلية الحقوق وتخرج منها سنة 1925، فعين حاكما لقضاء الكاظمية، فمديرا للأمور الحقوقية في وزارة الداخلية سنة 1928. وفي سنة 1929 أعيد تعيينه حاكما للكاظمية ثم حاكما منفردا لقضاء النجف ثم نقلت خدماته لوزارة الداخلية سنة 1930، فأشغل عدة قائممقاميات منها النجف وقلعة سكر ومندلي. وفي سنة 1935 نقل إلى التفتيش الإداري وعهدت إليه المنطقة الخامسة في البصرة. وفي 1936 عين متصرفا للواء الكوت ثم لواء الحلة.
شغل منصب وزير المعارف في وزارة حكمت سليمان خلفا ليوسف عز الدين الناصري الذي استقال في حزيران 1937، كما شغل منصب وزير الشؤون الاجتماعية في وزارة جميل المدفعي الخامسة عام 1941، كما شغل منصب وزير العدلية بالوكالة في الوزارة ذاتها بعد استقالة الوزير إبراهيم كمال الغضنفري.
كما شغل منصب متصرف لواء الدليم قبل استيزاره عام 1941.
وفي عام 1948، شغل منصب نقيب المحامين خلفا لنجيب الراوي.
عمل نائب في مجلس النواب العراقي لدورات مختلفة بين عامي 1943ـ1952.
عرف عنه معارضته لمعاهدة بورتسموث.
توفي يوم 19 كانون الثاني 1952.

## كتب عنه
- بحث ماجستير في كلية التربية جامعة واسط بعنوان «محمد جعفر حمندي ودوره في تاريخ العراق 1894ـ1952» للطالب كاظم جمعة عويد موسى.[5]
- مقالة بعنوان «جعفر حمندي سيرته الاجتماعية ونشاطه السياسي والبرلماني في العراق (1894ـ 1952)»، جلال كاظم محسن محمد الكناني. منشور في مجلة مركز المستنصرية للدراسات العربية والدولية.[7]